# سوزان سارندون
سوزان سراندون (بالإنجليزية: Susan Sarandon) ممثلة أمريكية من مواليد 4 أكتوبر 1946ال، ترشّحت خمس مرّات لجائزة الأوسكار كأفضل ممثّلة وتمكنت من الفوز بها عام 1995 عن دورها في فيلم رجل ميت يمشي، كما حصلت بنفس الدور على جائزة نقابة ممثلي الشاشة 1995 لأفضل ممثلة، وحصلت على جائزة الأكاديمية البريطانية لفنون الفيلم والتلفزيون 1995 لأفضل ممثلة عند دورها في فيلم الزبون.

## حياتها المبكرة
ولدت سارندون في مدينة نيويورك. كانت الابنة الأكبر بين تسعة أطفال لكل من أمها لنيورا ماري (اسمها عند الولادة: كريستشوني، عام 1923) وأبيها فيليب ليزلي تومالين (1917 – 1999)، الذي عمل مسؤولًا تنفيذيًا في مجال الإعلانات، ومنتجًا تلفزيونيًا، ومغنيًّا سابقًا في مقهىً ليلي. لدى سارندون أربعة أخوة، فيليب الابن، وتيري (توفي في 19 مايو عام 2016)، وتيم، وأوبراين، إضافةً إلى أربع أخوات هنّ: ميريديث، وبوني، وأماندا، وميسي. كان والدها ذو أصل إنجليزي وإيرلندي وغاليّ، إذ تعود أصوله الإنجليزية إلى حي هكني في لندن، وأصوله الغاليّة من بريدج إند. بينما تعود أمها إلى أصل إيطالي، إذ تعود جذورها إلى مناطق توسكانا وصقلية. تربّت سارندون لتكون رومانية كاثوليكية والتحقت بمدارس رومانية كاثوليكية. ترعرعت في إديسون، نيو جيرسي، حيث تخرجت من ثانوية إديسون عام 1964. ثم التحقت بالجامعة الكاثوليكية الأمريكية بين عامي 1964 و1968، وحصلت على درجة البكالوريوس في الفن المسرحي، وعملت مع المدرّب المرموق للفن المسرحي والمعلّم المحترف، الأب غيلبرت في. هاتكه.

## مسيرتها المهنية
بدأت سوزان مسيرتها المهنية مع فيلم جو (1970)، قبل ظهورها في المسلسل الاجتماعي أ وورلد أبارت (1970 – 71). في عام 1974، شاركت في بطولة الفيلم التلفزيوني إف. سكوت فتزجيرالد أند « ذا لاست أوف بيلز» بدور زيلدا فتزجيرالد، وفي عام 1975، شاركت في بطولة فيلم ذا روكي هورور بيكتشر شو. رُشّحت لنيل جائزة الأوسكار لأفضل ممثلة عن فيلم أتلانتيك سيتي (1980)، وثيلما أند لويز (1991)، ولورينزوز أويل (1992)، وذا كلاينت (1994)، قبل حصولها على الجائزة عن دورها في فيلم ديد مان ووكينغ (رجل ميت يمشي) (1995). حصلت على جائزة البافتا لأفضل ممثلة في دور أساسي لفيلم ذا كلاينت، إضافةً إلى جائزة نقابة ممثلي الشاشة لأفضل ممثلة عن دورها في فيلم ديد مان ووكينغ. تضمنت أفلامها الأخرى: بريتي بيبي (1978)، ذا هانغر (1983)، ذا ويتشز أوف إيستويك (1987)، بول ديورام (1988)، وايت بالاس (1990)، ليتل وومان (1994)، ستيب موم (1998)، إنشانتيد (2007)، ذا لوفلي بونز (2009)، تامي (2014)، ذا ميدلر (2015)، ا باد مومز كريسماس (2017).
ظهرت أول مرة على مسرح برودواي في مسرحية أن إيفنينغ ويذ ريتشارد نيكسون (أمسية مع ريتشارد نيكسون) عام 1972 واستمرت هناك حتى استلمت ترشيحات جائزة دراما ديسك للمسرحيات التي شاركت بها على مسرح برودواي، ا كوبلا وايت تشيكس سيتينغ أراوند توكينغ (1979)، وإكستريميتيز (1982). عادت إلى برودواي في عام 2009 للمشاركة في إحياء فيلم إكزت ذا كينغ.
في مجال التلفاز. رُشّحت لنيل ستة جوائز إيمي، إضافةً إلى أدوارها كضيفة على كل من مسلسلات: فريندز (2001)، ومالكوم إن ذا ميدل (2002)، وظهورها في كل من فيلمي برنارد أند دوريس (2007)، ويو دونت نو جاك (2010). في عام 2017، مثلت سارندون شخصية بيت ديفيس في الموسم الأول من سلسلة الأنثولوجيا (كل حلقة أو موسم يحمل فكرة جديدة) فيود (عداء)، وقد رُشّحت إثرها لجائزتي إيمي عن التمثيل والإنتاج.  ورُشّحت لجائزة داي تايم إيمي أوارد بصفتها منتجة منفذة لفيلم كول وومن إن هستوري عام 2002.

## وجهات النظر السياسية والنشاط

### النشاط المناهض للحرب
اتخذت ساراندون موقفًا مبكرًا ضد غزو العراق عام 2003، حيث ذكرت ساراندون أنها كانت تعارض بشدة الحرب باعتبارها ضربة استباقية. وأعربت عن دعمها لعارضة الأزياء الفلسطينية الأمريكية بيلا حديد "لامتلاكها الشجاعة للتضامن مع شعبها". كما شاركت في التوقيع على رسالة مفتوحة تنتقد إسرائيل لتصنيفها ست مجموعات فلسطينية لحقوق الإنسان على أنها منظمات إرهابية، واقتبست عن ديزموند توتو قوله عن الصراع: "لا يمكن بناء السلام الحقيقي في نهاية المطاف إلا على العدالة". كانت ساراندون هي المنتج التنفيذي لفيلم سُفرة، وهو فيلم وثائقي غطى تطوير شاحنة طعام في مخيم برج البراجنة للاجئين الفلسطينيين في بيروت، لبنان.

### مواقفها من القضية الفلسطينية
وفي نوفمبر 2023، قال ساراندون إن إسرائيل ارتكبت جرائم حرب خلال الحرب بين إسرائيل وحماس عام 2023. وفي تجمع مؤيد للفلسطينيين في يونيون سكوير في 17 نوفمبر، قالت ساراندون: "هناك الكثير من الناس الذين يخشون أن يكونوا يهودًا في هذا الوقت، ويتذوقون ما يشعر به كونك مسلمًا في هذا البلد، والذي غالبًا ما يتعرض للانتهاكات". وانضمت ساراندون، إلى قائمة الفنانين الذين تعرضوا للضرر بسبب مواقفهم المؤيدة للقضية الفلسطينية، إذ أكدت مجلة "نيوزويك" إلغاء وكالة المواهب "يو تي إيه" (UTA) تعاقدها مع الممثلة الحاصلة على الأوسكار الثلاثاء 21 نوفمبر/تشرين الثاني 2023، بعدما عملت على إدارة أعمالها منذ عام 2014.

## الترشيحات لجائزة الأوسكار
- أفضل ممثلة رئيسية عام 1982 عن فيلم Atlantic City
- أفضل ممثلة رئيسية عام 1992 عن فيلم "ثيلما ولويز"
- أفضل ممثلة رئيسية عام 1993 عن فيلم Lorenzo's Oil
- أفضل ممثلة رئيسية عام 1995 عن فيلم The Client
- أفضل ممثلة رئيسية عام 1996 عن فيلم Dead Man Walking وفازت بها أخيرا

## الترشيحات لجائزة الجولدن جلوب
- أفضل ممثلة كوميدية أو أستعراضية عام 1989 عن فيلم Bull Durham
- أفضل ممثلة عام 1991 عن فيلم White Palace
- أفضل ممثلة عام 1992 عن فيلم Thelma & Louise
- أفضل ممثلة عام 1993 عن فيلم Lorenzo's Oil
- أفضل ممثلة عام 1996 عن فيلم Dead Man Walking
- أفضل ممثلة عام 1999 عن فيلم Stepmom
- أفضل ممثلة مساعدة عام 2003 عن فيلم Igby Goes Down
- أفضل ممثلة في مسلسل قصير أو فيلم تليفزيونى عام 2009 عن فيلم Bernard and Doris

## روابط خارجية
- سوزان سارندون على موقع أوليمبيديا (الإنجليزية)

- سوزان سارندون على موقع IMDb (الإنجليزية)
- سوزان سارندون على موقع ميتاكريتيك (الإنجليزية)
- سوزان سارندون على موقع الموسوعة البريطانية (الإنجليزية)
- سوزان سارندون على موقع روتن توميتوز (الإنجليزية)
- سوزان سارندون على موقع مونزينجر (الألمانية)
- سوزان سارندون على موقع قاعدة بيانات الأفلام العربية
- سوزان سارندون على موقع ألو سيني (الفرنسية)
- سوزان سارندون على موقع ميوزك برينز (الإنجليزية)
- سوزان سارندون على موقع تيرنر كلاسيك موفيز (الإنجليزية)
- سوزان سارندون على موقع أول موفي (الإنجليزية)
- سوزان سارندون في قاعدة بيانات أقل من برودواي على الإنترنت
- سوزان سارندون في دليل التلفاز